# Schloss Döhlau

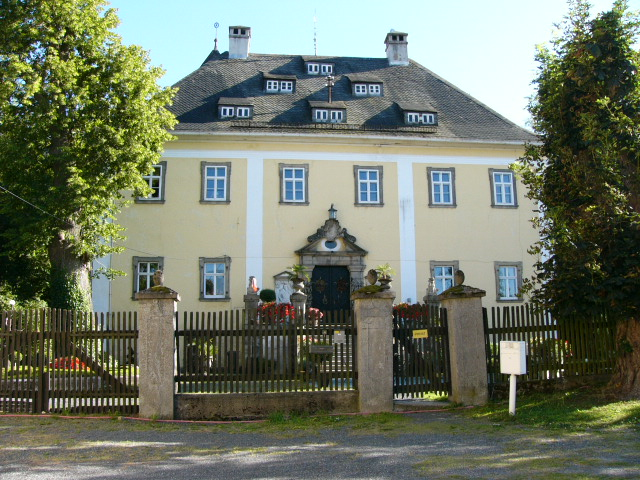
Schloss Döhlau

Schloss Döhlau ist ein als Schloss bezeichnetes Herrenhaus im oberfränkischen Döhlau.
Das Herrenhaus war einer von drei Rittersitzen des Ortes. Es gehörte zunächst der ritteradeligen Familie der Rabensteiner zu Döhlau. Mitte des 17. Jahrhunderts kam es nach dem Aussterben der Familie zu raschen Besitzerwechseln mit den Familien von Kotzau, Eckersberg, Machwitz und Falkenstein, bis es an die Familie von Pühel überging. Der heutige Bau entstand nach einem Brand im Jahre 1702. Besitzer ist seit 1791 die Familie von Waldenfels. Am Eingang des Ansitzes wurden zwei Epitaphe aus St. Peter und Paul Döhlau aufgestellt.